# 吳炎 (清朝)
吳炎（1624年—1663年），字赤溟，號赤民，江蘇吳江人，清代学者、诗人。

## 生平
吳江諸生，同潘檉章等結“驚隱詩社”于奚上，與顧炎武交誼頗篤。明亡後，改號赤民，隱居授業。清順治時，莊廷鑨私修《明史輯略》，吳炎、潘檉章等人參與其中，吳炎曾表示“尤可恨者，東南鯫生輩，以傳奇小說之伎倆，自詡董狐，或竊得故人枕秘，從而敷衍。成其立言之旨，不過為目前一二有力之人雪謗地，不憚醜詆故君，移易日月以遷就之，縱能昧心，獨不畏鬼曮乎？”（吳炎，《今樂府序》）。
順治十八年（1661年）為歸安知縣吳之榮告發，鰲拜責令刑部滿官羅多等到湖州徹查。這時廷鑨已死，被掘墓刨棺，梟首碎骨。案發後，吳炎、潘檉章等被關入杭州虎林軍營內，受盡酷刑。審訊時吳炎破口大罵官員，“官不能堪，至拳踢仆地。潘子以有母故，不罵亦不辯。”吳、潘兩人在獄中談笑風生，吟詩酬唱。此事牽連甚廣，康熙二年（1663年）吳炎、潘檉章等被凌遲處死。
顾炎武在山西汾阳聞知慘事，悲愤万状，作《书潘吴二子事》及《祭吴潘二节士诗》，詩句有「一代文章亡左馬，千秋仁義在吳潘」。紐琇有《弼教坊》詩悼吳、潘。著有《今樂府》、《松陵文獻》、《國史考異》、《韭溪集》等。陈去病辑有《吴赤溟先生遗集》一卷。